# Les Angles-sur-Corrèze
Les Angles-sur-Corrèze é uma comuna francesa na região administrativa da Nova Aquitânia, no departamento de Corrèze. Estende-se por uma área de 4,73 km². Em 2010 a comuna tinha 116 habitantes (densidade: 24,5 hab./km²).